# براندون جويس
براندون جويس (بالإنجليزية: Brandon Joyce)‏ هو لاعب كرة قدم أمريكية ولاعب كرة القدم الكندية أمريكي، ولد في 5 سبتمبر 1984 في سانت لويس في الولايات المتحدة، وتوفي في 28 ديسمبر 2010 في سانت تشارلز في الولايات المتحدة.